# Hubbleova konstanta
Hubbleova konstanta (nebo též konstanta úměrnosti) je v kosmologii konstanta (resp. parametr), která vyjadřuje poměr vzdálenosti velmi vzdáleného vesmírného objektu (zpravidla galaxie) a rychlosti jeho vzdalování v důsledku rozpínání vesmíru. Hubbleův-Lemaîtrův zákon má tvar {\displaystyle v=Hr}, kde H je Hubbleova konstanta, r vzdálenost galaxie megaparsecích a v rychlost vzdalování v km/s.
Pro rychlost vzdalování vzdáleného objektu v Hubbleově vztahu (Hubbleově zákoně) platí přibližně (v případě, že z je menší než jedna): {\displaystyle v\approx z\cdot c}, kde c je rychlost světla a z je velikost rudého posuvu – relativního přírůstku vlnové délky. Přesné vyjádření rychlosti vzdalování objektu je následující:
{\displaystyle v=c\cdot {\frac {(z+1)^{2}-1}{(z+1)^{2}+1}}}
Pomoci těchto vztahů je možné vypočítat vzdálenost objektu ze znalosti rudého posuvu.

## Historie
V roce 1929 Edwin Powell Hubble dal do souvislosti vzdálenost a radiální rychlost. K tomuto důležitému objevu astronomie 20. století dospěl Hubble na základě měření rychlosti vzdalování spirálních galaxií pomocí měření rudého posuvu spektrálních čar a různých odhadů skutečných vzdáleností těchto hvězdných soustav (pomocí zdánlivé hvězné velikosti). Soustavným měřením rudých posuvů se zabývali astronomové ve 20. letech 20. století na wilsonské observatoři s využitím v té době největšího dalekohledu na světě s parabolickým zrcadlem o průměru 2,5 m. Obrovské rychlosti vzdalování spirálních galaxií změřil před tím Vesto Slipher, po něm E. P. Hubble a Milton Humason. Hubble jako první sestrojil graf, který ukázal lineární vztah obou veličin, tedy rychlosti vzdalování galaxií a jejich vzdálenosti. Proto se tato závislost na Hubbleovu počest nazývá jeho jménem Hubbleův zákon nebo také Hubbleův vztah a konstantě úměrnosti se říká Hubbleova konstanta. Hubble původně vypočetl hodnotu 500 (km/s)/Mpc (tedy značně jinou), ale její hodnota se během 20. století postupně snižovala.
Rozpínání vesmíru popsané Hubblovým zákonem úzce souvisí s klasickým astronomickým paradoxem, známým jako Olbersův paradox. Pokud předpokládáme, že vesmír je nekonečný a že obsahuje nekonečný počet rovnoměrně rozprostřených svítivých hvězd, tak každá myslitelná linie přímé viditelnosti by měla nakonec končit na povrchu nějaké hvězdy. Zářivý výkon povrchu není závislý na jeho vzdálenosti, tedy každý bod na obloze by měl mít danou barevnou teplotu, jako povrch nějaké hvězdy. Nicméně nic takového nepozorujeme. Od 17. století astronomové přicházeli s různými vysvětleními tohoto paradoxu (např. termalizace), nicméně vysvětlení, které je v současné době všeobecně přijímáno, souvisí právě s tím, že v rozpínajícím se vesmíru dochází k rudému posuvu vlnových délek záření pocházejícího ze vzdálených objektů.
V roce 2013 byla z reliktního záření nepřímo s použitím sondy Planck určena hodnota Hubbleovy konstanty 67,15 ± 1,2 (km/s)/Mpc. Podle novějších měření se tato hodnota neshoduje s „přímo“ měřenou hodnotou (pomocí cefeid). V roce 2016 byla přímo určena hodnota 73 (km/s)/Mpc a dosažena dostatečná přesnost k odhalení této neshody. Hodnota z roku 2018 určená přímo je 73,52 ± 1,62 (km/s)/Mpc a roku 2019 jako 74,0 ± 1,4 (km/s)/Mpc. Ta se již s hodnotou určenou z reliktního záření neshoduje se statistickou významností větší než 3 sigma. Roku 2019 měření pomocí rudých obrů dalo hodnotu pod 70 (km/s)/Mpc. Ovšem roku 2020 měření pomocí maserového záření ukázalo na hodnotu 73,9 (km/s)/Mpc. Roku 2025 i blízká přímá měření ukázala hodnotu 76,5 (km/s)/Mpc.